# Oregon State Beavers football
La squadra di football degli Oregon State Beavers rappresenta l'Università statale dell'Oregon. I Beavers competono nella Football Bowl Subdivision (FBS) della National Collegiate Athletics Association (NCAA) e nella Pac-12 Conference.

## Vincitori dell'Heisman Trophy
| N. | Giocatore   | Ruolo  | Anno |
| -- | ----------- | ------ | ---- |
| 11 | Terry Baker | QB/ HB | 1962 |

## Numeri ritirati
| N. | Giocatore   | Ruolo  | Anni      | Note        |
| -- | ----------- | ------ | --------- | ----------- |
| 11 | Terry Baker | QB/ HB | 1959–1962 | [ 2 ] [ 3 ] |

## Membri della College Football Hall of Fame
I Beavers hanno avuto tre giocatori e tre allenatori introdotti nella College Football Hall of Fame.
| Anno int. | Giocatore/allen. | Ruolo           | Anni a Oregon St. |
| --------- | ---------------- | --------------- | ----------------- |
| 1982      | Terry Baker      | QB              | 1960-1962         |
| 1991      | Tommy Prothro    | Allenatore      | 1955-1964         |
| 2008      | John Cooper      | Assistente all. | 1963-1964         |
| 2011      | Bill Enyart      | FB              | 1967-1968         |
| 2019      | Dennis Erickson  | Allenatore      | 1999-2002         |
| 2022      | Mike Hass        | WR              | 2002-2005         |